# 第19太陽週期

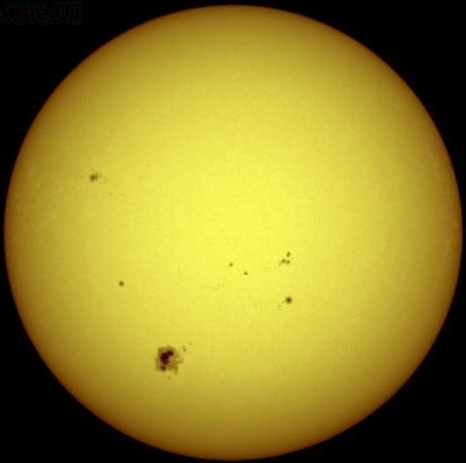
太陽和一些可見的黑子。

第19太陽週期是從1755年開始紀錄太陽黑子以來的第19太陽週期，這個週期開始於1954年4月，結束於1964年10月，持續了10.5年。最大平滑黑子數(超過12個月期間的黑子月平均數值)為201.3，最小的數值為9.6，在這個週期內總共約有227天沒有黑子。